# Station Pont du Garigliano
Pont du Garigliano is een station aan lijn C van het RER-netwerk gelegen in het 15e arrondissement van Parijs. Tramlijn 3a doet het station ook aan, dit station is het westelijke eindpunt van die lijn.

## Vorige en volgende stations
| Richting                          | Vorig station       | Lijn  | Volgend station | Richting                                       |
| --------------------------------- | ------------------- | ----- | --------------- | ---------------------------------------------- |
| Versailles-Château-Rive-Gauche C5 | Issy - Val de Seine | RER C | Javel           | Juvisy C10 Versailles-Chantiers C8 (via Massy) |
| Saint-Quentin-en-Yvelines C7      | Issy - Val de Seine | RER C | Javel           | Saint-Martin-d'Étampes C6                      |
| Eindpunt                          | Eindpunt            | RER C | Javel           | Brétigny                                       |
| Eindpunt                          | Eindpunt            | T 3a  | Balard          | Porte de Vincennes                             |